# 赵世勇
赵世勇（1967年5月—），男，汉族，四川营山人，1988年10月加入中国共产党，1990年7月参加工作。西南农业大学农学系本科毕业。中华人民共和国政治人物。

## 生平
1990年7月从西南农业大学农学系本科毕业，后参加工作，长期供职于四川省农牧（业）厅。1996年12月，任四川省农业厅科技质量教育处副处长。2000年8月，任四川省农业厅科技教育处处长。2004年10月，任四川省农业厅总农艺师（副厅实职）。2007年8月，任四川省农业厅副厅长。
2008年8月，任中共凉山州委常委、常务副州长。2010年11月，任中共凉山州委副书记、常务副州长。2011年2月，任中共凉山州委副书记。2011年11月，任中共凉山州委副书记、西昌市委书记。2013年4月，任中共凉山州委副书记。
2014年4月，升任中共遂宁市委副书记、代理市长（8月当选市长）。2016年6月，任中共遂宁市委书记。
2015年1月25日，四川省第十二届人大常委会第十四次会议补选为第十二届全国人民代表大会代表。
2018年5月，任中共德阳市委书记。2019年12月，任江苏省人民政府党组成员，翌年1月任江苏省人民政府副省长。2021年4月，任中共江苏省委常委、省委秘书长，次月辞去江苏省副省长职务。同年9月，任省委组织部部长。2022年10月30日，任中央纪委常委，国家监委委员，中央纪委国家监委组织部部长，二级副总监察官。